# Rua do Sacramento à Lapa

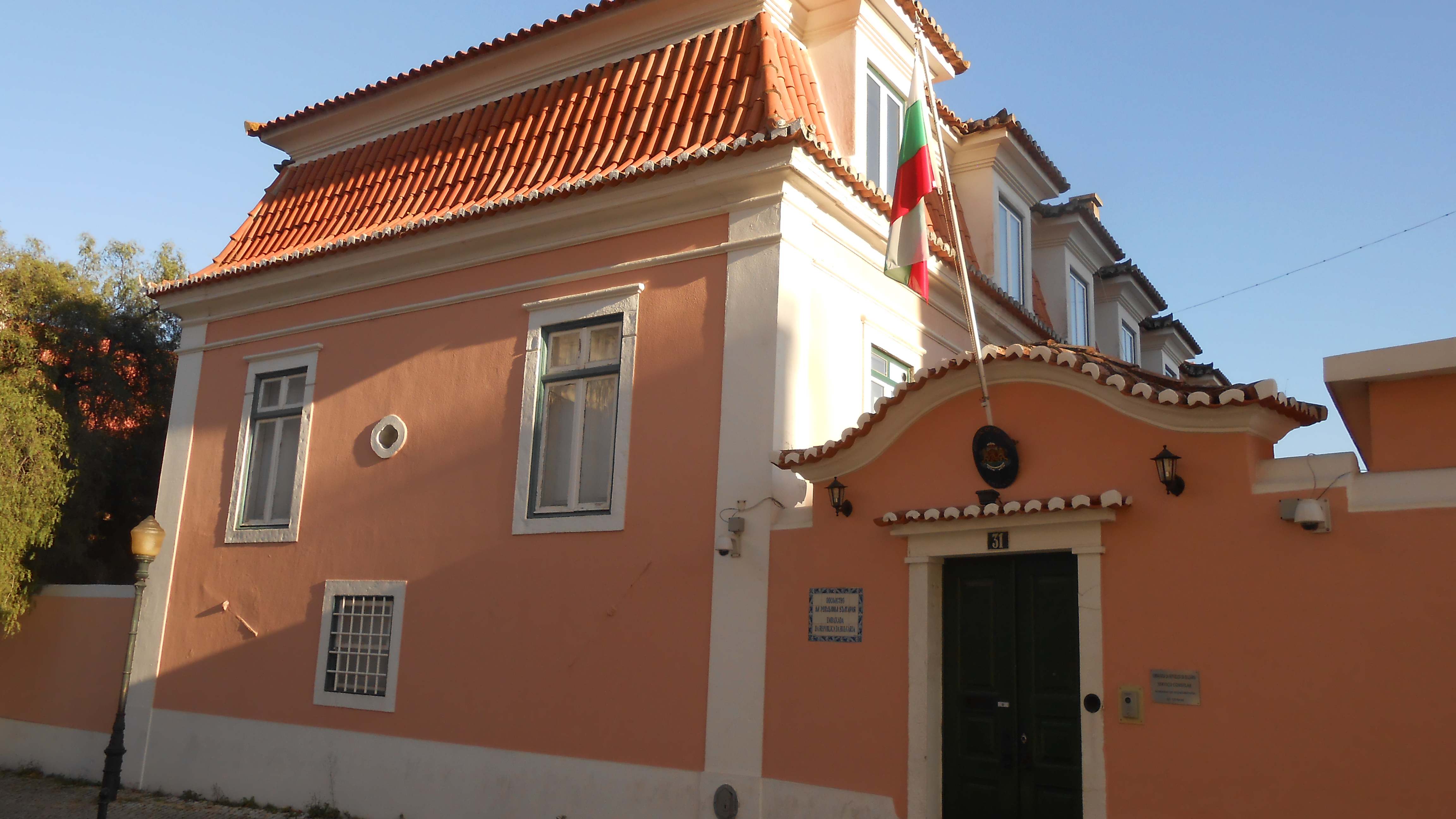
Prédio da Embaixada da Bulgária.

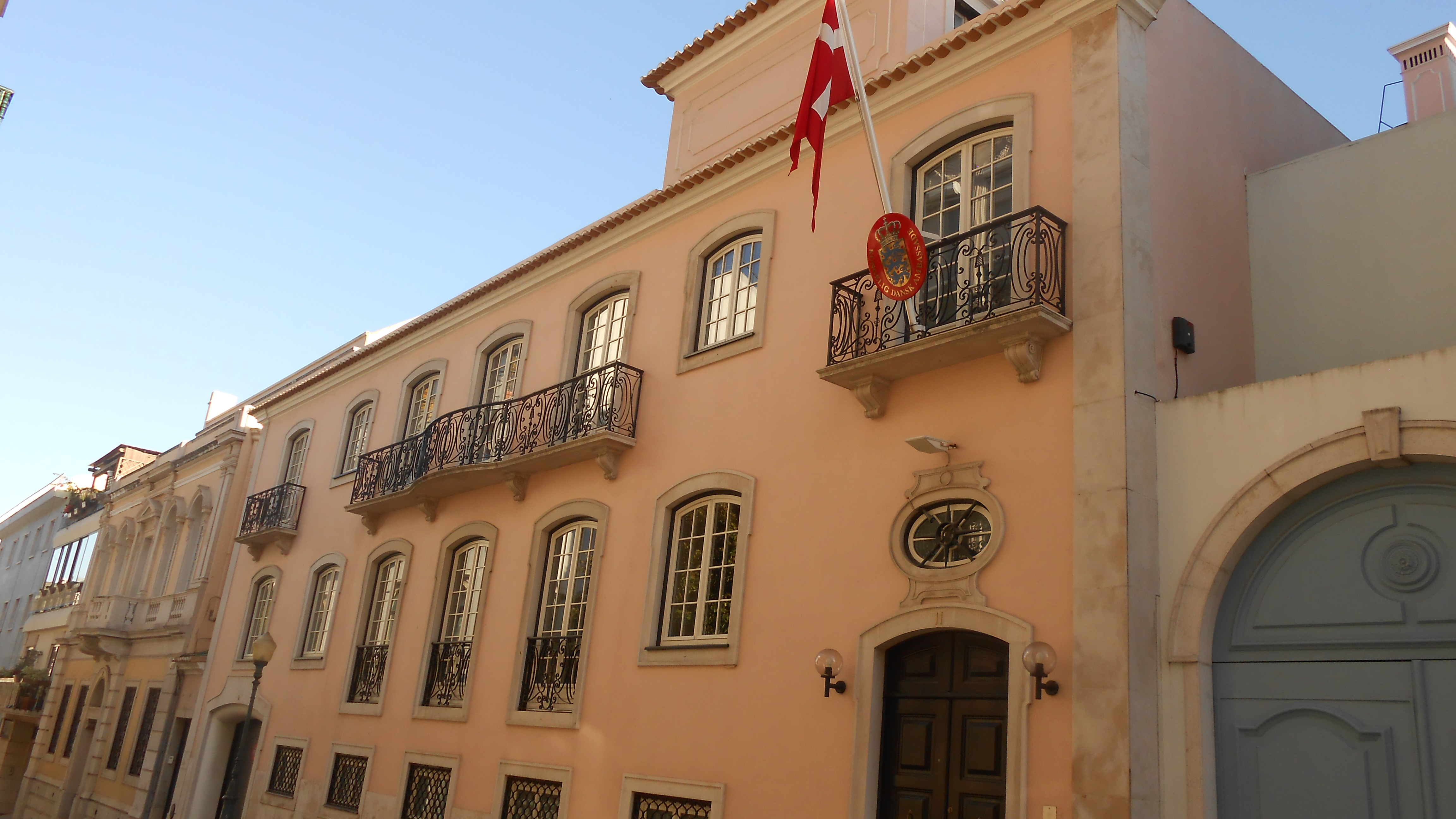
Prédio da Embaixada da Dinamarca.

A Rua do Sacramento à Lapa é uma antiga rua considerada como uma das mais pitorescas e bonitas de Lisboa. Localizada na freguesia da Estrela. A via já existia na antiga freguesia de Santos no ano de 1755 com o nome Rua do Sacramento, sendo mencionada também na planta da nova freguesia de N. Sª da Lappa após a remodelação paroquial ocorrida em 1770. O acréscimo "à Lapa" foi aprovado pela Comissão de Toponímia da Câmara Municipal de Lisboa em 1950.

## Construções
Na Rua do Sacramento à Lapa, nº 22-28 está localizado o Palacete dos Viscondes de Sacavém cuja fachada é revestida de azulejos com motivos que lembram a natureza e representações de faces humanas. O prédio vizinho, o Palacete do Conde de Agrolongo é uma premiada construção de 1909. A capela Ortodoxa de S. Ivan Rilsk ligada ao Patriarcado de Constantinopla é outro edifício histórico da via.
As embaixadas da Dinamarca e República da Bulgária, estão localizadas na rua, assim como as embaixadas da Holanda, da Letónia e da Suécia. A Legação Americana entre os anos de 1922 e 1983 esteve instalada no local e na Avenida Duque de Loulé.
A Fundação Luso-Americana tem a Rua do Sacramento à Lapa como seu endereço.